# Robert Gould Shaw Memorial
Le mémorial à Robert Gould Shaw et au cinquante-quatrième régiment du Massachusetts (Memorial to Robert Gould Shaw and the Massachusetts Fifty-Fourth Regiment), plus couramment appelé mémorial Shaw ou monument Shaw, est une sculpture en bronze de Saint-Gaudens, à Boston, dans l'état américain du Massachusetts. Située en face du 24 Beacon Street, au bord du Boston Common, elle représente le colonel Robert Gould Shaw à la tête des membres du 54e régiment d'infanterie du Massachusetts alors qu'il marchait dans Beacon Street le 28 mai 1863, quittant la ville pour aller combattre dans le Sud durant la guerre de Sécession. La sculpture a été dévoilée le 31 mai 1897. C'est le premier monument à rendre hommage à l'héroïsme des soldats afro-américains.

## Histoire
Le monument marque la mort de Shaw le 18 juillet 1863 après que lui et ses troupes aient attaqué Fort Wagner, l'un des deux forts protégeant le port stratégique confédéré de Charleston, en Caroline du Sud. Joshua Bowen Smith, un législateur de l'État du Massachusetts, mena les efforts pour obtenir l'autorisation pour ériger un monument ; Parmi les autres participants à cette  première planification, se trouvaient le gouverneur John Albion Andrew, qui avait exhorté Shaw à prendre le commandement du 54e régiment, Samuel Gridley Howe et le sénateur Charles Sumner. Le monument était destiné à montrer la gratitude du public envers Shaw et à commémorer les événements qui ont reconnu la citoyenneté des hommes noirs.

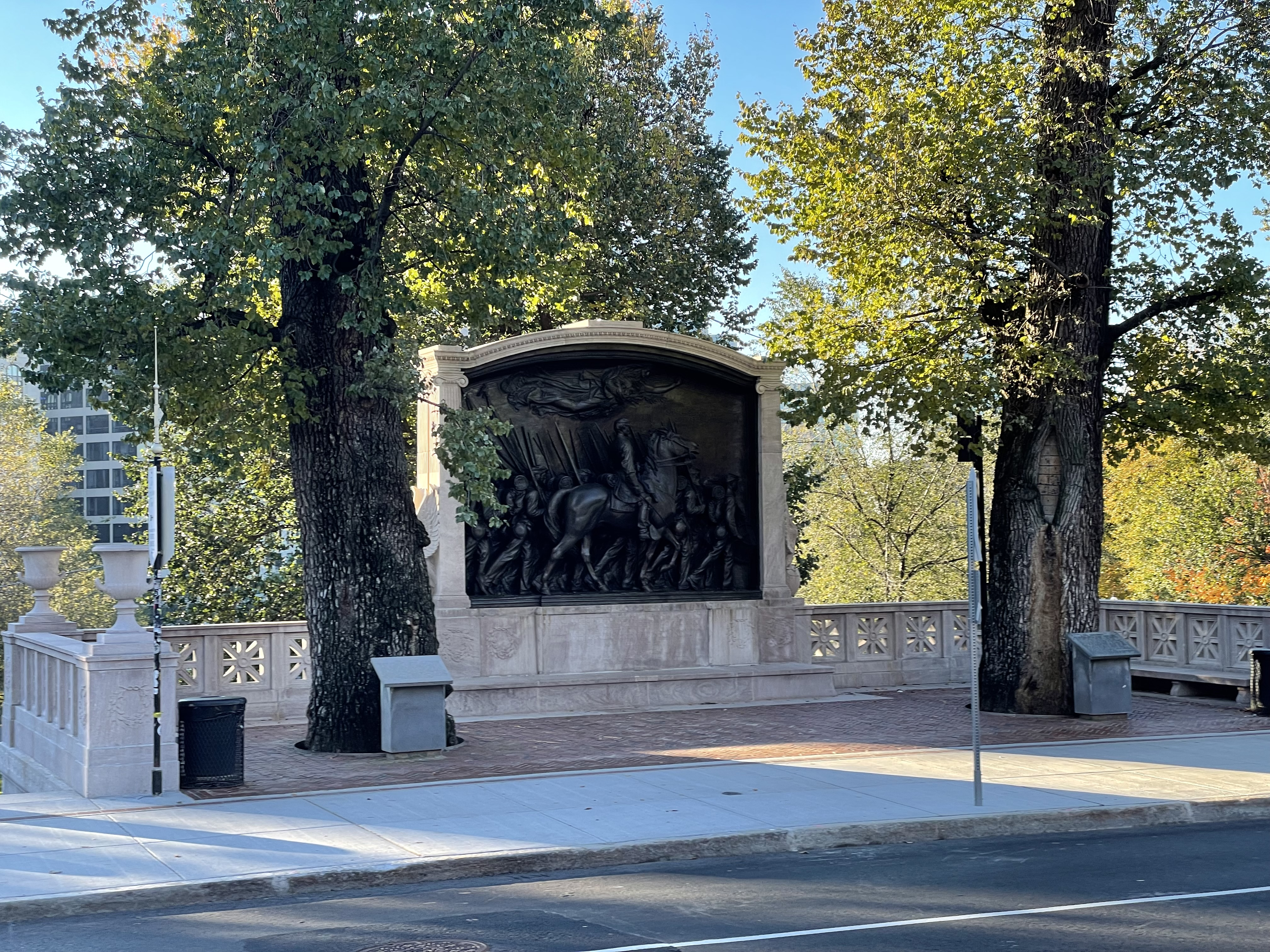
Le mémorial Robert Gould Shaw après sa restauration achevée en 2021.

En célébrant Shaw, Saint-Gaudens le représenta à cheval, tandis que le 54e du Massachusetts est représenté en bas-relief, créant ainsi une œuvre « stylistiquement inédite » et « hybride » qui modifie le monument équestre traditionnel occidental. Saint-Gaudens s'inspirera plus tard de ce nouveau modèle dans son mémorial de 1903 à William T. Sherman (en) dans Central Park à New York. Chacun des vingt-trois soldats noirs est rendu avec des caractéristiques distinctes et individualisées, basées sur celles de modèles vivants recrutés par Saint-Gaudens.
La collecte de fonds pour le monument, menée par les survivants du 54e régiment et des Noirs émancipés de Beaufort, en Caroline du Sud, commença immédiatement après la bataille, mais les fonds ont été redirigés car le site de Beaufort a été jugé inadapté et les Blancs locaux exprimèrent leur ressentiment
Le monument a été vandalisé en 2012, 2015 et 2017. Le 31 mai 2020, dans le cadre des manifestations liées à la mort de George Floyd, l'arrière du monument a été vandalisé avec des phrases telles que « Black Lives Matter », « ACAB » et « Fuck 12 ». Dans le cadre d'un plan de rénovation, la façade avait été recouverte de contreplaqué, qui a également reçu des graffitis,.
La restauration du monument a commencé le 20 mai 2020 et s'est achevée en mars 2021. Le mémorial a été retiré et emmené dans un endroit hors site pour être restauré. Pendant que la sculpture en bronze était nettoyée et réparée, une nouvelle fondation en béton a été coulée. Le projet a coûté 2,8 millions de dollars et comprend une application mobile de réalité augmentée qui aide les visiteurs à découvrir le monument. Une nouvelle signalisation a été ajoutée détaillant l'histoire de la guerre de Sécession, du 54e régiment et du monument lui-même, avec des codes QR pour l'application de réalité augmentée.
En juillet 2020, le monument est devenu un sujet de discussion lors de l'iconoclasme qui a eu lieu dans le cadre des manifestations à la suite de la mort de George Floyd .

## Dédicaces et inscriptions

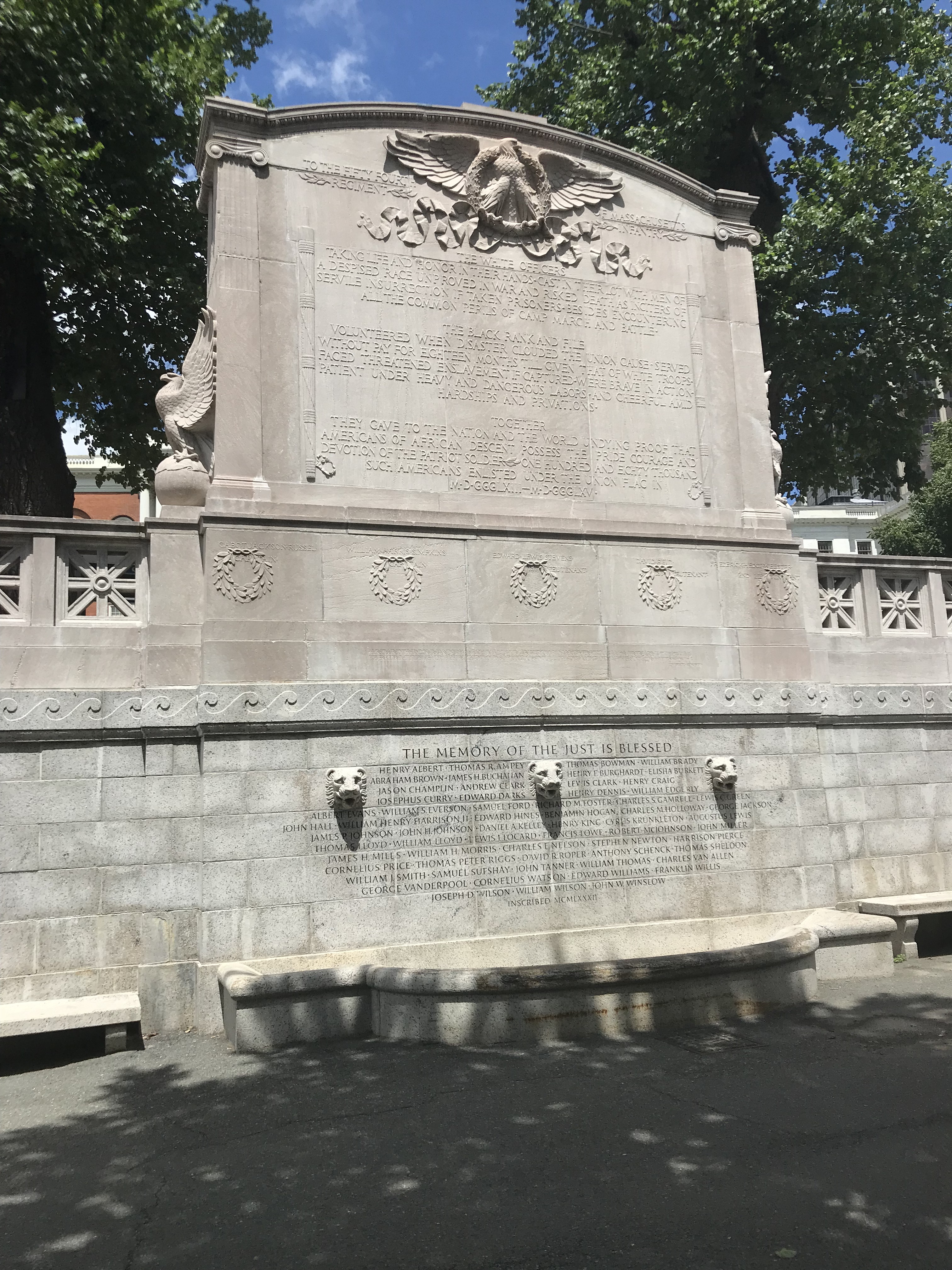
Inscription au dos du Mémorial

L'ouvrage a été dédié par le philosophe William James de Harvard :

« There they march, warm-blooded champions of a better day for man. There on horseback among them, in his very habit as he lived, sits the blue-eyed child of fortune, upon whose happy youth every divinity had smiled. »

— Oraison par William James at the exercises in the Boston Music Hall (en), 31 mai 1897, lors du dévoilement du Monument Shaw
Une inscription latine se trouve sur le relief : OMNIA RELINQVIT / SERVARE REMPVBLICAM (« Il a tout laissé derrière lui pour sauver la République »). Le piédestal dessous porte des lignes du poème "Memoriae Positum" de James Russell Lowell :

« Right in the van of the red rampart's slippery
swell with heart that beat a charge he fell
foeward as fits a man: but the high soul burns
on to light men's feet where death for noble
ends makes dying sweet. »

Au verso se trouvent les mots de Charles W. Eliot, président de l'Université Harvard :

« The White Officers taking life and honor in their hands cast in their lot with men of a despised race unproven in war and risked death as inciters of servile insurrection if taken prisoners besides encountering all the common perils of camp march and battle. The Black rank and file volunteered when disaster clouded the Union Cause. Served without pay for eighteen months till given that of white troops. Faced threatened enslavement if captured. Were brave in action. Patient under heavy and dangerous labors. And cheerful amid hardships and privations. Together they gave to the Nation and the World undying proof that Americans of African descent possess the pride, courage and devotion of the patriot soldier. One hundred and eighty thousand such Americans enlisted under the Union Flag in MDCCCLXIII – MDCCCLXV. [1863-1865] »

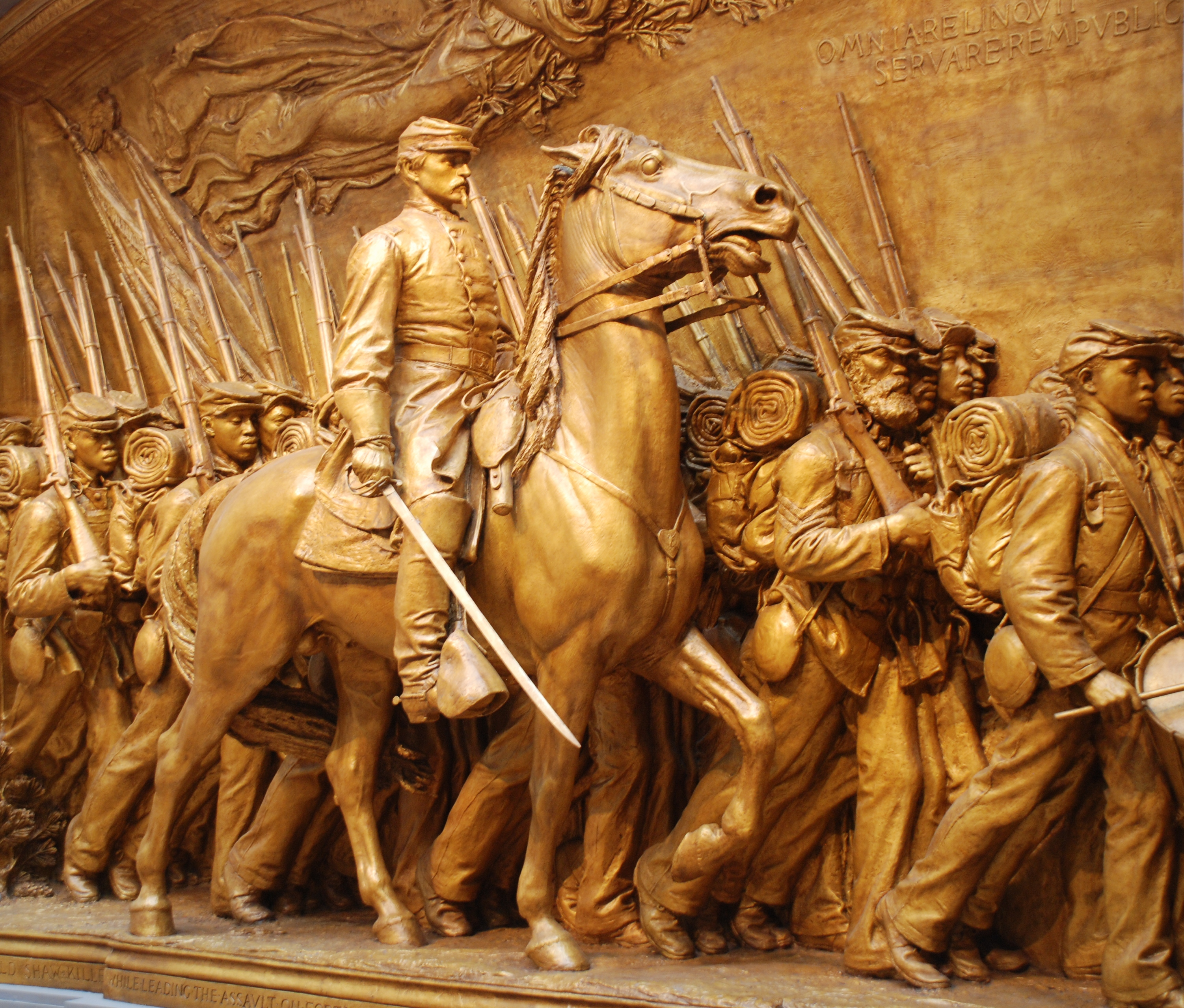
Moulage en plâtre restauré à la National Gallery of Art

Un moulage en plâtre, qui a été exposé à l'Exposition panaméricaine de 1901, est exposé à la National Gallery of Art, prêté par le site historique national de Saint-Gaudens, Cornish, New Hampshire. L'inscription qui court au bas de ce plâtre indique à tort que l'assaut contre le fort Wagner et la mort de Shaw en 1863 a eu lieu le « VINGT-ET-UN JUILLET », cinq jours plus tard que les événements historiques.

## Dans la culture populaire
- William Vaughn Moody décrit Shaw et le monument dans le poème « An Ode in Time of Hesitation »[11]
- Le "St. Gaudens" à Boston Common (Col. Shaw and his Colored Regiment), est le premier mouvement de Three Places in New England (1903-1929), de Charles Ives.
- Le célèbre poème de Robert Lowell « For the Union Dead », titre d'un recueil de 1964 du même nom, fait référence au monument. La première édition du livre comportait un dessin du bas relief sur la couverture.
- Le mémorial a été représenté dans la scène du générique de fin de Glory film sorti en 1989 et réalisé par Edward Zwick[1].
- Le mémorial a été utilisé comme arrière-plan pour le timbre-poste américain de 1998 en l'honneur de l'auteur et poète Stephen Vincent Benét à l'occasion du 100e anniversaire de sa naissance.